# Aloe trigonantha
Aloe trigonantha ist eine Pflanzenart der Gattung der Aloen in der Unterfamilie der Affodillgewächse (Asphodeloideae). Das Artepitheton trigonantha leitet sich von den griechischen Worten trigonous für ‚dreieckig‘ sowie anthos für ‚Blüte‘ ab und verweist auf die merklich dreieckige Blütenhülle der Art.

## Beschreibung

### Vegetative Merkmale
Aloe trigonantha wächst stammlos, sprosst von der Basis aus und bildet dichte Gruppen. Die etwa 24 lanzettlich verschmälerten Laubblätter bilden eine dichte Rosette. Die hellgrüne, spitzenwärts rosarötlich braune Blattspreite ist 30 bis 45 Zentimeter lang und 5 bis 10 Zentimeter breit. Auf ihr befinden sich wenige verlängerte weißliche Flecken. Auf der bläulich grünen Blattunterseite sind viele Flecken vorhanden. Die rosarötlich braunen Zähne am Blattrand sind etwa 3 Millimeter lang und stehen 10 bis 20 Millimeter voneinander entfernt.

### Blütenstände und Blüten
Der Blütenstand weist etwa drei nochmals verzweigte Zweige auf und erreicht eine Länge von 60 bis 90 Zentimeter. Die lockeren, zylindrisch spitz zulaufenden Trauben sind etwa 20 Zentimeter lang und 7 Zentimeter breit. Die deltoid verschmälerten bis eiförmig spitz zulaufenden Brakteen weisen eine Länge von 5 bis 10 Millimeter auf und sind 3 bis 5 Millimeter breit. Die leuchtend scharlachroten bis orangeroten, sehr dicken und fleischigen Blüten stehen an bis zu 15 Millimeter langen Blütenstielen. Sie sind 35 Millimeter lang und an ihrer Basis kurz verschmälert. Auf Höhe des Fruchtknotens weisen die Blüten einen Durchmesser von 10 bis 12 Millimeter auf. Darüber sind sie auf 7 bis 8 Millimeter verengt und schließlich zur Mündung auf 3 bis 4 Millimeter verengt. Ihre äußeren Perigonblätter sind auf einer Länge von etwa 10 Millimetern nicht miteinander verwachsen. Die Staubblätter und der Griffel ragen 1 bis 2 Millimeter aus der Blüte heraus.

## Systematik und Verbreitung
Aloe trigonantha ist im Nordosten von Äthiopien in Grasland in Höhen von 2100 bis 2500 Metern verbreitet. Die Art ist nur aus einem kleinen Gebiet bekannt.
Die Erstbeschreibung durch Leslie Charles Leach wurde 1971 veröffentlicht.

## Gefährdung und Schutzmaßnahmen
Aufgrund ihrer weiten Verbreitung stuft die IUCN diese Art als Least Concern (gering gefährdet) ein.

## Nachweise